# Gol (Vanuatu)
Gol je ritual što ga izvode muškarci na otoku Pentecost u Vanuatuu. 
To je preteča bungee skokova. Muškarci skaču bez zaštitne opreme s drvenih tornjeva visokih 20 do 30 metara, osigurani samo viticama pričvršćenima oko gležnjeva. Skokovi su dio tradicije, a s vremenom su postali turistička atrakcija.
Radi se o tzv. ritualu prelaska, kojim dječaci postaju muškarci. Budući da nema zaštitne opreme, dešavaju se i nesreće sa smrtnim posljedicama.
Sredinom 19. stoljeća, misionari koji su došli na to područje nastojali su uvjeriti domorodce da prestanu s tim opasnim ritualom. U 1970-im, zbog kolonijalizma, domorodci su počeli gledati na ovaj ritual kao na važan dio u očuvanju njihove tradicije i identiteta. Nakon proglašenja nezavisnosti od kolonijalnih sila 1980. godine, ritual je doživio preporod.

## Vanjske poveznice
- Land Diving on Pentecost Island, Vanuatu  Arhivirana inačica izvorne stranice od 9. rujna 2016. (Wayback Machine)
- Award winning photo documentary by Michael Craig
- Land-Diving in Vanuatu. National Geographic Society. Inačica izvorne stranice arhivirana 11. listopada 2009. Pristupljeno 24. svibnja 2010.
- Vanuatu Land Divers - Naghol / N'Gol. YouTube. Pristupljeno 24. svibnja 2010.